# Liolaemus nigriceps
Espèce
Synonymes
- Helocephalus nigriceps Philippi, 1860

Liolaemus nigriceps est une espèce de sauriens de la famille des Liolaemidae.

## Répartition
Cette espèce se rencontre :
- en Argentine dans les provinces de Salta et de Jujuy ;
- au Chili dans le désert d'Atacama.

## Description
C'est un saurien vivipare.

## Publication originale
- Philippi, 1860 : Reise durch die Wüste Atacama, auf Befehl der chilenischen Regierung im Sommer 1853-1854 Halle, Eduard Anton, p. 1-192 (texte intégral).